# Bincombe
Bincombe – wieś w Anglii, w hrabstwie Dorset, w dystrykcie (unitary authority) Dorset. Leży 5 km na południe od miasta Dorchester i 188 km na południowy zachód od Londynu. W 2001 miejscowość liczyła 514 mieszkańców.